# Vehicle elèctric de bateria

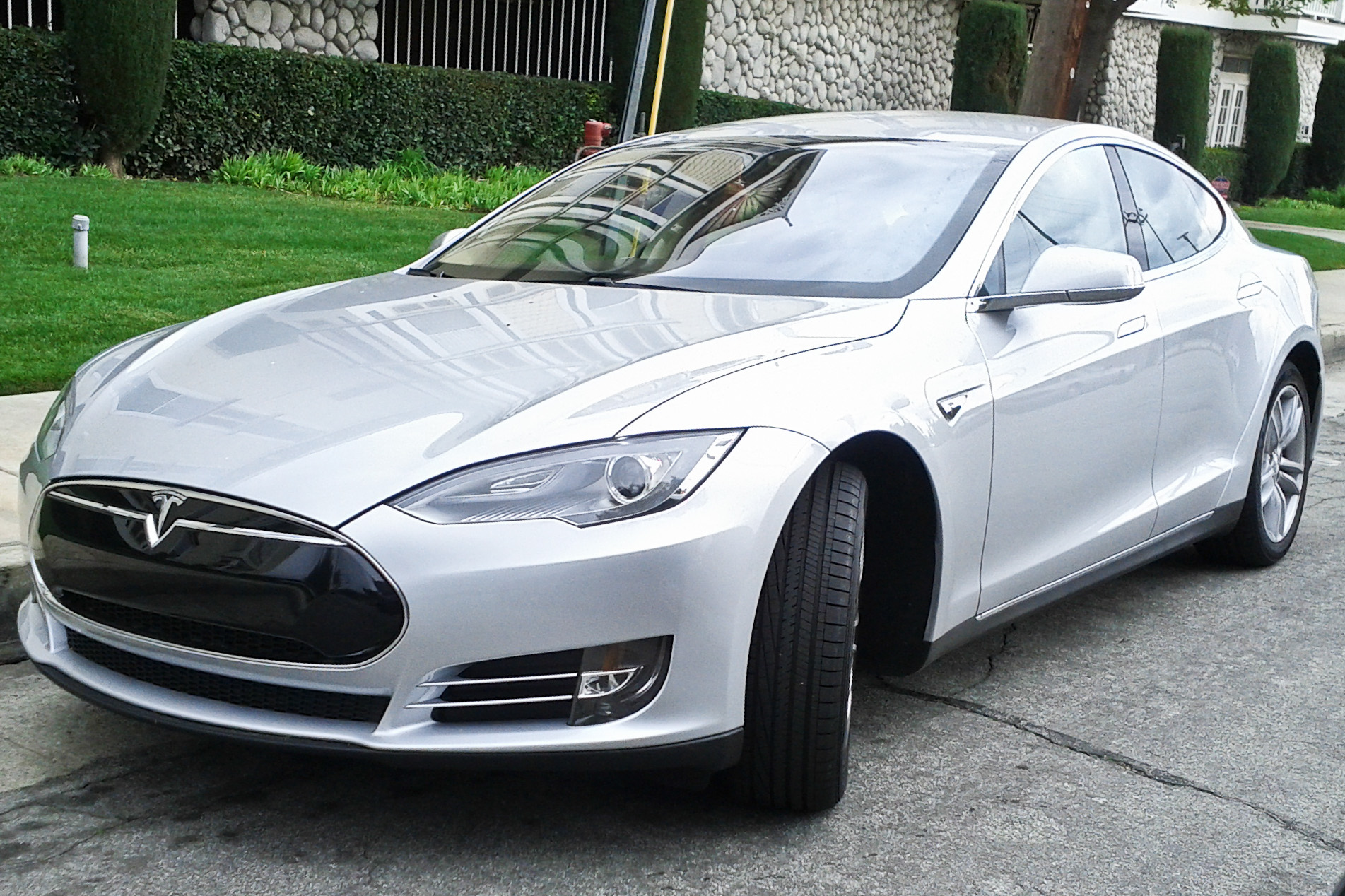
El Tesla Model S va ser declarat automòbil verd de l'any 2013.

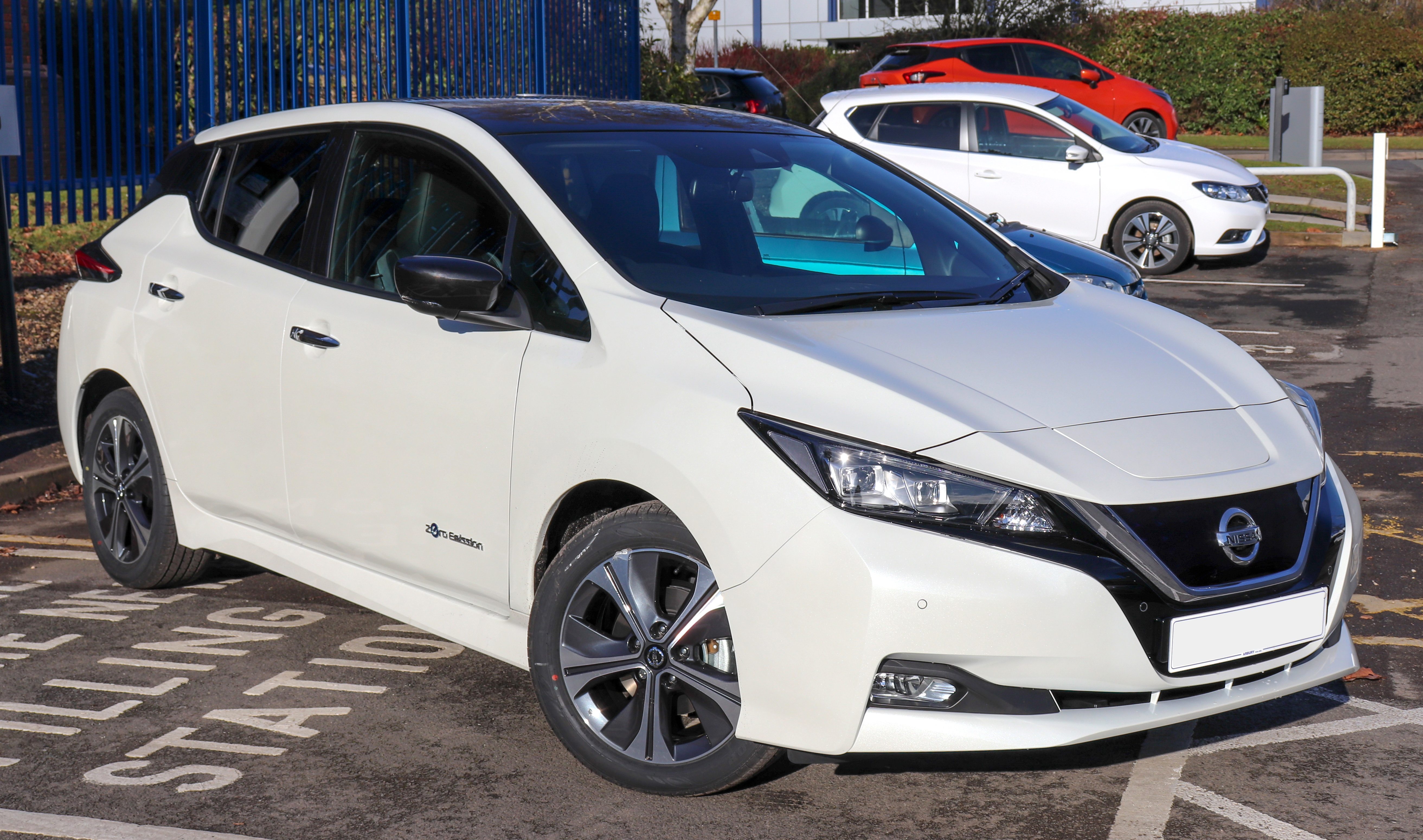
El Nissan Leaf és l'automòbil elèctric apte per a carretera més venut al món

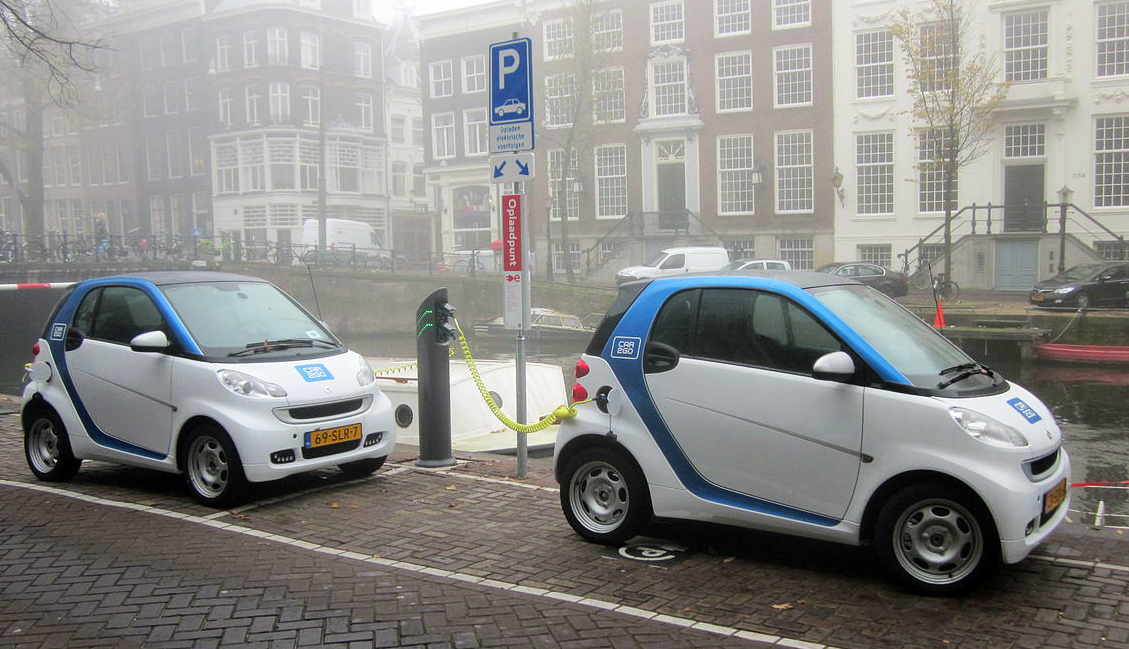
Dos Smart ED carregant bateries a Amsterdam.

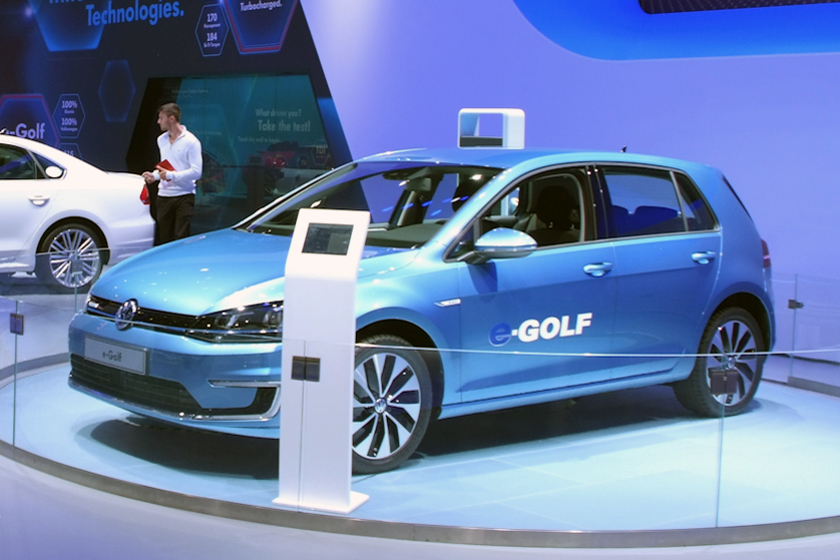
Volkswagen e-Golf.

Un vehicle elèctric de bateria (abreujat "VEB") és un vehicle elèctric impulsat per un motor elèctric que és alimentat per unes bateries.
Històricament les bateries han tingut alts costos de fabricació, pes, temps de recàrrega amb escassa vida útil i autonomia, la qual cosa ha limitat l'adopció massiva de vehicles elèctrics de bateria. Els avançaments tecnològics actuals en bateries han resolt alguns d'aquests problemes, per la qual cosa molts models s'han prototipat recentment i se n'ha anunciat la producció d'un bon grapat en el futur. Toyota, Profunda, Ford i General Motors van produir VEB en la dècada del 1990 per complir amb el mandat relatiu a vehicles de zero emissions de la Junta de Recursos de l'Aire de Califòrnia (Anglès: California Air Resources Board -CARB-), que ha estat ajustat i modificat posteriorment per CARB.
El sector dels vehicles de passatgers està en creixement i planteja excel·lents oportunitats, principalment perquè les grans empreses del sector automobilístic se n'han mantingut al marge i han concentrat els seus esforços en les tecnologies híbrides. Només ara comencen a dedicar recursos als vehicles elèctrics, veient el mercat que estan creant petites empreses que han nascut gràcies a la veta de mercat descuidada per les grans empreses del sector.
La gran majoria d'aquestes petites empreses ha creat petits vehicles elèctrics de poc pes per poder aprovar les homologacions europees. Algunes marques són REVA, Think, DILIXI. Altres empreses ja existents al mercat des de fa anys són a Itàlia, on tant Piaggio com el seu principal competidor, Faam, venen quantitats importants a les empreses de transport i els ajuntaments. Famm disposa ara de vehicles de bateries de liti que donen una autonomia excel·lent de fins a 130 km i una possibilitat de càrrega de més de 1500 kg. Això fa possible l'ús d'un vehicle ecològic als ajuntaments en la recollida d'escombraries i també a les empreses courier (com DHL, Seur, etc.). L'Ajuntament de Barcelona ja disposa de 20 camions elèctrics que recullen les escombraries al barri Gòtic. L'empresa que distribueix la gamma FAAM a Espanya i Portugal és DILIXI.
La producció mundial de bateries per a vehicles elèctrics el 2014 va triplicar la de l'any 2011, segons el fabricant Lux Research. A mitjans de setembre de 2015, l'estoc global de cotxes de passatgers elèctrics i furgonetes utilitaris endollables legals per carretera va superar la fita d'un milió de vendes, amb els elèctrics purs capturant al voltant del 62% de les vendes mundials, i les vendes d'electric purs van superar el milió de vendes mundials el setembre de 2016. Les vendes combinades de cotxes elèctrics endollables i furgonetes comercials lleugeres des del 2010 van assolir la fita dels 10 milions d'unitats a finals del 2020. Només un any i mig després, les vendes combinades es van duplicar fins als 20 milions el juny del 2022.

## Relació amb vehicles híbrids
Els vehicles que utilitzen motors elèctrics i motors de combustió interna per propulsar-se es denominen vehicles híbrids i no es consideren VEB purs:
- Els vehicles híbrids "tradicionals" utilitzen el motor elèctric com a suport (funcionen principalment amb el motor de gasolina o dièsel). Un exemple és el Toyota Prius.
- Els vehicles híbrids endollables (plug-in electric hybrids) permeten recarregar les bateries tant amb el motor de combustió interna com amb un endoll. En l'actualitat, Toyota, General Motors i altres fabricants d'automòbils han entrat en la cursa per a la fabricació en massa de vehicles híbrids endollables.

## Desavantatges dels vehicles de bateria
Molts dissenys elèctrics tenen una autonomia limitada, a causa de la baixa densitat d'energia de les bateries en comparació del combustible dels vehicles de motor de combustió interna. No obstant això, afegint més bateries es pot aconseguir qualsevol autonomia, a costa d'incrementar el pes.
Generalment gairebé tots els sistemes de recàrrega són molt lents en comparació amb el procés relativament ràpid d'ompliment de combustible. A més, resulta especialment complicat per l'escassetat actual de punts de recàrrega, que comença a millorar amb la instal·lació d'aquests punts en garatges comunitaris, habitatges unifamiliars, empreses i via pública. Així mateix, hi ha la possibilitat de recàrrega ràpida d'uns pocs minuts.
En termes de transport, les emissions contaminants serien desplaçades fora de la ciutat a causa que s'emetrien a l'atmosfera des de centrals tèrmiques, però anirien a parar a l'aire de la Terra igualment i es distribuirien pertot arreu. A més serien més nombroses. També utilitzen energia nuclear provinent de centrals nuclears i residus radioactius que no es poden tractar. Lògicament, això no succeeix quan s'usa electricitat obtinguda únicament d'energies renovables.

### Possibles solucions creatives
Per mitigar els desavantatges citats i, per tant, donar un fort impuls a la comercialització dels VEBs, es poden establir unes estratègies adequades per a la utilització i recàrrega de les bateries.
Una podria ser l'homologació quant a grandària i voltatge per a l'aplicació a tots els vehicles, assemblant en sèrie diverses unitats per a cada model segons les característiques dels diferents fabricadors de VEB. Fins i tot els motors serien susceptibles d'homologació per al seu abaratiment i muntatge senzill.
Però l'estratègia més decisiva i determinant a l'hora d'utilitzar els VEB en general i per a viatges llargs seria evitar la recàrrega de bateries a càrrec de cada usuari. En efecte, es tracta que en els punts de recàrrega (PR) -que d'una manera sobrevinguda, per continuïtat amb la situació actual, serien les xarxes d'estacions de servei- es disposi d'un estoc de bateries carregades a disposició dels usuaris, de manera que, arribats al PR, només caldrà substituir les bateries gairebé descarregades per unes de recarregades al màxim. Aquesta pràctica seria imprescindible i gairebé perfecta per als usuaris en cas d'emprendre viatges llargs. Es pagaria per la recàrrega i per l'envelliment de les bateries, que portaria l'usuari en règim d'assegurança, garantia, amortització i lloguer combinats amb el temps d'utilització o els quilòmetres recorreguts. La companyia nord-americana Better Place ja està treballant en aquest sentit. Quan les bateries haguessin aconseguit un cert nivell de desgast que afectés la seva vida mitjana, el PR aportaria unes bateries noves amb càrrec a les quantitats abonades pels conceptes consignats, tot això associat als Amp.h. propis de cada bateria homologada i el seu preu al mercat de nou en nou. Per a més informació sobre aquest assumpte podeu veure http://faircompanies.com/news/view/preparando-baterias-para-elsplieguel-coche-electrico/

## Avantatges dels automòbils de bateria
Hi ha vehicles amb un motor híbrid (que fan servir combustió i electricitat) i vehicles que en tenen solament un d'elèctric.